# Юлий Цезарь (фильм, 1953)
«Юлий Цезарь» (англ. Julius Caesar) — кинофильм режиссёра Джозефа Манкевича, снятый в 1953 году. Экранизация одноимённой пьесы Уильяма Шекспира. Исполнители главных ролей Марлон Брандо и Джон Гилгуд были удостоены премии BAFTA в категориях «Лучший иностранный актёр» и «Лучший британский актёр» соответственно. Брандо также получил свою третью номинацию на «Оскар» в категории «Лучший актёр», последовавшую после номинаций за роли в фильмах «Трамвай „Желание“» и «Вива, Сапата!».

## Сюжет
Фильм рассказывает о гибели Юлия Цезаря (Луи Кэлхерн), ставшего римским диктатором и находящимся на вершине могущества. Его подъём к абсолютной власти обеспокоил римских сенаторов во главе с Кассием (Джон Гилгуд), который убеждает Каску (Эдмонд О’Брайен) и верного Цезарю Брута (Джеймс Мейсон), известного своей честностью и добропорядочностью, что убийство диктатора станет благом для Рима. При появлении Цезаря в сенате заговорщики убивают его на глазах у сопровождающего его Марка Антония (Марлон Брандо). Известия об убийстве Цезаря вызывают возмущение толпы, которая собирается у здания сената. Брут пытается успокоить толпу, говоря, что убийство Цезаря пойдёт на благо Риму и его народу, однако Марк Антоний в своей речи проклинает убийц. В итоге заговорщики бегут от толпы, а Марк Антоний начинает их преследование.

## В ролях
- Марлон Брандо — Марк Антоний
- Джеймс Мейсон — Брут
- Джон Гилгуд — Кассий
- Луис Кэлхерн — Юлий Цезарь
- Эдмонд О'Брайен — Каска
- Грир Гарсон — Кальпурния
- Дебора Керр — Порция
- Джордж Макреди — Марулл
- Майкл Пейт — Флавий
- Ричард Хейл — прорицатель
- Алан Напье — Цицерон
- Джон Хойт — Децим Брут
- Том Пауэрс — Метелл Цимбер
- Уильям Коттрелл — Цинна
- Джек Рейн — Требоний
- Иэн Вульф — Лигарий
- Морган Фарли — Артемидор
- Уильям Фиппс — слуга Марка Антония
- Дугласс Уотсон — Октавиан Август
- Дугласс Дамбрилл — Лепид
- Рис Уильямс — Луциллий
- Майкл Ансара — Пиндар
- Дейтон Ламмис — Мессала
- Эдмунд Пёрдом — 'Стратон
- Джон Дусетт — плотник
- Лоуренс Добкин — гражданин Рима
- Джо Гилберт — гражданин Рима
- Джон Харди — Луций
- Чет Стреттон — слуга Цезаря
- Ламсден Хейр — Публий
- Престон Хенсон — Клавдий
- Виктор Перри — Попилий Лена
- Майкл Толан — офицер Октавия
- Джон Лаптон — Варрон
- Джозей Уэйринг — Клит
- Джон Пэрриш — Титиний
- Стивен Робертс — Дарданий
- Даббс Грир — римлянин (в титрах не указан)
- Энн Тиррелл — римлянка (в титрах не указана)

## Награды и номинации

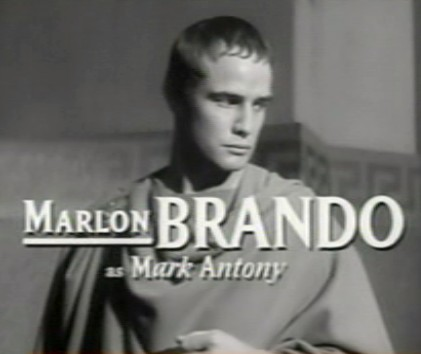
Марлон Брандо в роли Марка Антония

Фильм был награждён премией «Оскар» за лучшую работу художника-постановщика (Седрик Гиббонс, Эдвард Карфагно, Эдвин Уиллис, Хью Хант). Остальные четыре номинации: за лучшую мужскую роль (Марлон Брандо), лучшую операторскую работу (Джозеф Руттенберг), лучшую музыку к фильму (Миклош Рожа) и за лучший фильм года (Джон Хаусман). У Брандо это была третья номинация на «Оскар»: в 1951 он был представлен к этой премии за роль в фильме «Трамвай „Желание“», а на следующий год выдвигался за фильм «Вива Сапата!».
Фильм также выиграл два приза Британской академии кино: Джон Гилгуд получил приз лучшему британскому актеру, а лучшим иностранным актером стал Марлон Брандо. Фильм также был номинирован в категории «лучший фильм». Брандо получал эту премию в течение трех лет подряд за роли в картинах «Вива Сапата!» (1952), «Юлий Цезарь» (1953) и «В порту» (1954).
Среди других наград: премии Национального совета кинокритиков США за лучший фильм и лучшую мужскую роль (Джеймс Мейсон), датская премия «Бодил» за лучший американский фильм, а также номинация на премию Гильдии режиссёров США за лучшую режиссуру — Художественный фильм (Джозеф Манкевич).

## Критика
Как пишет Дэвид Шипман, Манкевич находился в Британии, когда фильм должен был выйти на экраны, «уехав из страны, чтобы не сталкиваться с негодованием рецензентов». Однако, как выяснилось, он получил самые лучшие отзывы в своей жизни, что поражало его и много лет спустя. Многие согласились с тем, что это была, наряду с фильмами Лоренса Оливье «Генрих V» (1944) и «Гамлет» (1948), лучшая экранизация Шекспира. Так, Босли Краузер в «Нью-Йорк Таймс», назвав картину «волнующим и незабываемым фильмом», далее подчеркнул умение Манкевича показать своих героев крупным планом, раскрыв их личные черты. Режиссёр, по словам Краузера, добился «наибольшего воздействия с помощью горячих речей своих персонажей, тонкости их игры и насилия в отношениях между ними». Современные киноведы также высоко оценивают картину. Так, Дайер назвал фильм «удивительно зрелищной экранизацией исторической пьесы», а Флинт отметил, что фильм «широко признан как одна из лучших экранизаций пьес Шекспира».
Майкл Грант отмечает ряд исторических неточностей в фильме. Так, в доме Брута стоит бюст императора Адриана, который еще не родился во время действия фильма.

## Факты
Многие из актёров, связанных с этим фильмом, уже имели опыт съёмок в исторических фильмах. Джон Гилгуд сыграл Марка Антония в театре Олд Вик в 1930 году, а позже Кассия в Королевском шекспировском театре в Стратфорде-на-Эйвоне в 1950 году. Джеймс Мейсон играл Брута в театре Abbey в Дублине в 1940 году. Джон Хойт, который играет Децима Брута, также играл эту роль в 1937 году в сценической версии. Гилгуд после этого фильма играл главную роль в пьесе «Юлий Цезарь» поставленной в 1970 году с участием Чарлтона Хестона, Джейсона Робардса и Ричарда Джонсона[уточнить] (в роли Кассия) под руководством Джона Шлезингера в Королевском Национальном театре. Джон Хаусман, который работал на Бродвее, ставил пьесу с Орсоном Уэллсом в главной роли в театре «Меркурий», а также был продюсером фильмов снятых кинокомпанией MGM. К этому времени, однако, Уэллс и Хаусман поссорились, и Уэллс не был приглашен на роль в этом фильме. Писатель и литературовед Пьер Мария Пасинетти (P. M. Pasinetti) работал в съёмочной группе в качестве советника по историческим вопросам.